# البدعة الشخصية
البدعة الشخصية (بالإنجليزية: The Personal Heresy) هي سلسلة مؤلفة من ست مقالات، ثلاثة منها للمؤلف سي. إس. لويس والثلاثة الأخرى للمؤلف إي. إم. دبليو. (إيوستاس مانديفل ويتنهال) تيليارد، الذي نُشر أول مرة في 27 أبريل 1939 من قبل دار نشر جامعة أكسفورد، وأُعيدت طباعته مرة أخرى من قبل دار نشر جامعة أكسفورد في 1965. أُعيدت طباعة الكتاب في 2008 من قبل دار نشر جامعة كونكورديا بمقدمة مكتوبة من قبل أحد طلاب لويس، بروس إل. إدواردز، بالإضافة إلى تمهيد جديد من قبل المحرر جويل دي. هيك. تكمن القضية الجوهرية في المقالات في ما إذا كانت قطعة من الكتابة الخيالية، بالأخص الشعر، هي انعكاس لشخصية المؤلف في المقام الأول (موقف تيليارد) أو حول شيء خارج عن ذهن المؤلف (موقف لويس). يُمكن تلخيص هذين الموقفين بتسميتين؛ إذ يُمثل الأول الموقف الشخصي (تيليارد) ويُمثل الثاني الموقف الموضوعي (ليويس). بصورة عامة، يحاول ليوس إبقاء الشعر ضمن متناول الأشخاص العاديين، في حين يُصور تيليارد الشاعر كشخص أفضل من الأشخاص العاديين.

## التاريخ
الأصول
لمح ليوس في المقالة الخامسة من البدعة الشخصية إلى ابتداء البدعة الشخصية عندما حول النقاد الرومانسيون -مثل ووردسورث- انتباهنا بعيدًا عن السؤال المثمر الذي يقول: «ما هو نوع تركيبة القصيدة؟» إلى السؤال العقيم: «إلى أي نوع من الرجال ينتمي الشاعر؟». تشير تصريحات مختلفة من رسائل ليويس ومذكراته إلى اتخاذ هذا الموقف قبل نشر المقالة الأولى، وتشير بعض الأدلة إلى تطور هذا الموقف في ليوس نفسه.
سجّل ليويس تعليقه الشخصي الذي أدلى به خلال حوار له مع صديقه جورج أرنولد رينك، والذي قال فيه: «تكمن وظيفة العمل الفني في معايشته والتمتع به لت في انتقاده» (من كتاب كل طرقي أمامي، 197). يؤيد هذا التعليق معاملة العمل الفني بطريقة موضوعية. 